# HD 130055
HD 130055，又名CD-37 9686，SAO 205937、HR 5508，是一颗恒星，视星等为5.94，位于銀經326.62，銀緯19.2，其B1900.0坐标为赤經14h 40m 48.6s，赤緯-37° 19.2′ 5″。